# Niedersachsenpokal 2013/14
Der Niedersachsenpokal 2013/14 war die 58. Austragung des niedersächsischen Verbandspokals der Männer im Amateurfußball. Das Finale zwischen den FT Braunschweig und dem BSV Rehden fand am 23. Juli 2014 auf dem Freie Turner – A-Platz in Braunschweig statt.
Pokalsieger wurde zum ersten Mal der BSV Rehden mit einem 2:1 über die FT Braunschweig.
Beide Finalisten qualifizierten sich über ihre Finalteilnahme für die erste Hauptrunde im DFB-Pokal 2014/15, da Niedersachsen zu den drei Landesverbänden mit den meisten Herrenmannschaften im Spielbetrieb gehört und somit zwei Mannschaften in den Vereinspokal entsenden darf.

## Spielmodus
Es wird zunächst versucht, in 90 Minuten einen Gewinner auszuspielen. Sollte es danach unentschieden stehen, kommt es im Gegensatz zu anderen Pokalwettbewerben direkt zum Elfmeterschießen ohne dreißigminütige Verlängerung. Im Elfmeterschießen wird dann ein Sieger nach dem bekannten Muster ermittelt.

## Teilnehmende Mannschaften
Für den Niedersachsenpokal 2013/14 qualifizierten sich alle niedersächsischen Mannschaften der 3. Liga 2013/14 sowie der Regionalliga Nord 2013/14, alle Mannschaften der Oberliga Niedersachsen 2013/14 und die Bezirkspokalsieger der Saison 2012/13. Ausnahme waren zweite Mannschaften höherklassiger Vereine. Folgende Mannschaften nahmen in diesem Jahr am Niedersachsenpokal teil (In Klammern ist die Ligaebene angegeben, in der der Verein spielt):
| - SV Ahlerstedt/Ottendorf (VI) - FT Braunschweig (V) - VfL Bückeburg (V) - TuS Celle FC (V) - BV Cloppenburg (IV) - TV Dinklage (VII) - SV Drochtersen/Assel (V) - 1. FC Germania Egestorf/Langreder (V) - Goslarer SC 08 (IV) | - 1. SC Göttingen 05 (V) - TSV Havelse (IV) - VfV 06 Hildesheim (V) - SSV Jeddeloh (V) - Lüneburger SK Hansa (V) - SV Meppen (IV) - VfB Oldenburg (IV) - VfL Oldenburg (V) - VfL Osnabrück (III) | - TSV Ottersberg (V) - BSV Rehden (IV) - Rotenburger SV (V) - TuS Sulingen (VI) - TB Uphusen (V) - SSV Vorsfelde (VI) - SV Wilhelmshaven (IV) - Lupo Martini Wolfsburg (V) - 1. FC Wunstorf (V) |

## Termine
Die Spiele des diesjährigen Niedersachsenpokals wurden an folgenden Terminen ausgetragen:
1. Runde: 26./27./28. Juli und 4. August 2013

Achtelfinale: 6./7./13./14. August 2013

Viertelfinale: 21. August 2013

Halbfinale: 21. April 2014

Finale: 23. Juli 2014

## 1. Runde
In der ersten Runde standen sich jeweils zwei Mannschaften gegenüber und spielten die Achtelfinalisten aus. Fünf Mannschaften erhielten vom NFV Freilose. Dazu gehörten der VfL Osnabrück, BSV Rehden, SV Wilhelmshaven, SSV Jeddeloh und der BV Cloppenburg (In Klammern ist die Ligaebene angegeben, in der der Verein spielt).
| Datum                 |                                       | Ergebnis  |                            |
| --------------------- | ------------------------------------- | --------- | -------------------------- |
| 26.07.2013, 20:00 Uhr | SV Drochtersen/Assel (V)              | 5:1 (1:0) | Rotenburger SV (V)         |
| 27.07.2013, 16:00 Uhr | VfL Bückeburg (V)                     | 2:3 (1:2) | FT Braunschweig (V)        |
| 27.07.2013, 17:00 Uhr | TV Dinklage (VII)                     | 2:0 (1:0) | TSV Ottersberg (V)         |
| 28.07.2013, 15:00 Uhr | VfL Oldenburg (V)                     | 0:5 (0:1) | SV Meppen (IV)             |
| 28.07.2013, 15:00 Uhr | SV Ahlerstedt/Ottendorf (VI)          | 1:4 (0:0) | VfB Oldenburg (IV)         |
| 28.07.2013, 15:00 Uhr | Lüneburger SK Hansa (V)               | 3:1 (1:0) | 1. SC Göttingen 05 (V)     |
| 28.07.2013, 15:00 Uhr | 1. FC Germania Egestorf/Langreder (V) | 0:3 (0:0) | Goslarer SC (IV)           |
| 28.07.2013, 16:00 Uhr | TuS Celle FC (V)                      | 0:5 (0:3) | TSV Havelse (IV)           |
| 28.07.2013, 17:00 Uhr | TuS Sulingen (VI)                     | 2:3 (0:1) | TB Uphusen (V)             |
| 28.07.2013, 18:00 Uhr | VfV 06 Hildesheim (V)                 | 1:0 (0:0) | Lupo Martini Wolfsburg (V) |
| 04.08.2013, 18:00 Uhr | SSV Vorsfelde (VI)                    | 0:4 (0:0) | 1. FC Wunstorf (V)         |

## Achtelfinale
Die Sieger der 1. Runde und die fünf Mannschaften mit Freilos spielten in dieser Runde die acht Viertelfinalisten aus (In Klammern ist die Ligaebene angegeben, in der der Verein spielt).
| Datum                 |                          | Ergebnis              |                         |
| --------------------- | ------------------------ | --------------------- | ----------------------- |
| 06.08.2013, 19:00 Uhr | TV Dinklage (VII)        | 0:3 (0:2)             | BV Cloppenburg (IV)     |
| 07.08.2013, 19:00 Uhr | TB Uphusen (V)           | 1:1 (0:0) (7:6 i. E.) | SV Meppen (IV)          |
| 07.08.2013, 19:00 Uhr | VfV 06 Hildesheim (V)    | 1:5 (1:2)             | TSV Havelse (IV)        |
| 07.08.2013, 19:00 Uhr | 1. FC Wunstorf (V)       | 1:3 (0:3)             | Goslarer SC (IV)        |
| 07.08.2013, 19:30 Uhr | SV Drochtersen/Assel (V) | 0:2 (0:1)             | VfB Oldenburg (IV)      |
| 13.08.2013, 19:00 Uhr | SV Wilhelmshaven (IV)    | 2:1 (1:1)             | VfL Osnabrück (III)     |
| 14.08.2013, 18:30 Uhr | FT Braunschweig (V)      | 0:0 (4:2 i. E.)       | Lüneburger SK Hansa (V) |
| 14.08.2013, 19:00 Uhr | SSV Jeddeloh (V)         | 0:0 (2:3 i. E.)       | BSV Rehden (IV)         |

## Viertelfinale
Die Sieger des Achtelfinales ermittelten in vier Spielen die Halbfinalisten (In Klammern ist die Ligaebene angegeben, in der der Verein spielt).
| Datum                 |                     | Ergebnis              |                       |
| --------------------- | ------------------- | --------------------- | --------------------- |
| 21.08.2013, 18:00 Uhr | Goslarer SC (IV)    | 2:3 (1:0)             | VfB Oldenburg (IV)    |
| 21.08.2013, 18:00 Uhr | TB Uphusen (V)      | 5:1 (3:0)             | SV Wilhelmshaven (IV) |
| 21.08.2013, 18:30 Uhr | FT Braunschweig (V) | 2:2 (0:1) (5:3 i. E.) | TSV Havelse (IV)      |
| 21.08.2013, 19:00 Uhr | BSV Rehden (IV)     | 1:0 (0:0)             | BV Cloppenburg (IV)   |

## Halbfinale
In diesen zwei Partien wurden die beiden Finalisten des Niedersachsenpokals und damit auch die beiden Teilnehmer des DFB-Pokal 2014/15 ermittelt (In Klammern ist die Ligaebene angegeben, in der der Verein spielt).
| Datum                 |                     | Ergebnis  |                    |
| --------------------- | ------------------- | --------- | ------------------ |
| 21.04.2014, 15:00 Uhr | FT Braunschweig (V) | 1:0 (0:0) | VfB Oldenburg (IV) |
| 21.04.2014, 15:00 Uhr | TB Uphusen (V)      | 1:4 (1:1) | BSV Rehden (IV)    |

## Finale
Das Finale fand am 23. Juli 2014 auf dem Braunschweiger Freie Turner – A-Platz statt.
| Paarung         | FT Braunschweig – BSV Rehden                                                                                              |
| Ergebnis        | 1:2 (0:1) |
| Datum           | 23. Juli 2014 um 19:00 Uhr                                                                                                |
| Stadion         | Freie Turner – A-Platz, Braunschweig                                                                                      |
| Schiedsrichter  | Tobias Helwig |
| Tore            | 0:1 El Zein (4.) 1:1 Stucki (59.) 1:2 Makangu (76.)                                                                       |
| FT Braunschweig | Reck – Uysal, Riedel, Lührs, Krüger, Samawatie, Behrens, Franke, Stucki, Fricke, Eggers (46. Kaupert)                     |
| BSV Rehden      | Mandic – Pekrul, Winkelmann, Wessel, Heyken, Hirooka, Artmann, Bolyki, Goldmann, El Zein (90. Fehr), Ficara (75. Makangu) |